# Зубаиров, Халил Алибегович
Халил Алибегович Зубаиров (род. 6 февраля 1993, Махачкала) — российский и северомакедонский борец вольного стиля.

## Карьера
Халил Зубаиров — воспитанник спортивной школы махачкалинского «Динамо». В августе 2010 года стал чемпионом Европы среди кадетов. 12 октября 2010 года ему было присвоено звание мастер спорта России. В 2013 году стал бронзовым призёром чемпионата России среди студентов. В январе 2015 года Халил Зубаиров подписал контракт с немецким клубом «Вайнгартен». В феврале 2015 года выиграл чемпионат бывшей югославской Республики Македонии в весе до 86 кг, одержав победы в трёх схватках. В марте 2015 года стал бронзовым призёром чемпионата Европы U23. В мае 2015 года Халил Зубаиров стал победителем международного турнира «Жемчужина Македонии». В октябре 2015 года получил пулевое ранение и был вне спорта 1,5 года, однако на турнире в Швеции в феврале 2017 он стал победителем.

## Результаты

### За Россию
- Чемпионат Европы по борьбе среди кадетов 2010 — ;
- Чемпионат России по борьбе среди студентов 2013 — ;

### За Северную Македонию
- Чемпионат Европы по борьбе U23 2015 — ;
- Чемпионат Республики Македонии по вольной борьбе 2015 — ;
- Европейские игры 2015 — 17;
- Чемпионат мира по борьбе 2015 — 41;